# Les Foulées du Gois

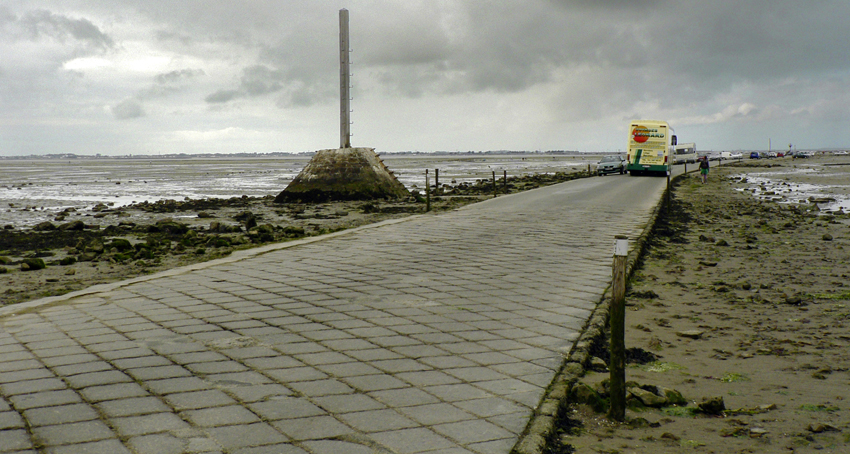
le passage du Gois à marée basse

Les Foulées du Gois sont une course à pied se déroulant sur le Passage du Gois.
Cette course, créée en 1987 par Jo Cesbron, Président de l'office du tourisme de Beauvoir-sur-Mer, se déroule chaque année en juin. Les coureurs doivent traverser le Passage du Gois lorsque la marée monte, les mettant ainsi aux prises avec la mer qui recouvre peu à peu le Passage.
Outre la course élite, diverses courses ouvertes aux amateurs sont organisées la même journée.